# Gustavo Villani
Gustavo Galvão Villani também conhecido como Guga Villani  (Marília, 7 de abril de 1981) é um jornalista e narrador esportivo brasileiro.
Atualmente, trabalha no Grupo Globo, narrando jogos na TV Globo, SporTV e Premiere.

## Carreira
Herdou o gosto pelo futebol do avô, fanático pelo Corinthians, que o levava para ver os jogos do Marília Atlético Clube. Quando garoto, narrava jogo de botão, "pelada" de adultos, jogo dos amigos. Tinha como referencia os locutores Osmar Santos e José Silvério.
Na adolescência, durante intercâmbio na Austrália, resolveu voltar para o Brasil para fazer cursinho e prestar Direito. Aos 17 anos, decide ser jornalista e se forma na Cásper Líbero. No primeiro ano da faculdade já começou a trabalhar no jornal A Gazeta Esportiva.
Foi estagiário, produtor e repórter na Rádio Transamérica. Passou também pela rádio e TV Record, onde cobriu a Copa da Alemanha como repórter. Após deixar a emissora, decidiu dar um tempo para estudar pós-graduação em Madri, na Espanha. De lá, fez matérias para o UOL, Placar e para a CBN.
Quando volta ao Brasil, recebe de Mariza Tavares, superintendente da Rádio CBN, a oportunidade de ser narrador na rádio Globo, tutoreado por Oscar Ulisses.
Sua primeira emissora de televisão foi a ESPN Brasil. Também trabalhou na rádio Estadão/ESPN.
Em fevereiro de 2013, se muda de São Paulo para o Rio de Janeiro e passa a trabalhar no canal Fox Sports Brasil. Na emissora, narrou a Copa do Mundo de 2014 (inclusive a final), o título do Grêmio na Libertadores de 2017, além de Olimpíadas, Campeonato Inglês, Alemão, Copa do Brasil e Sul-Americana.
Em 2015, foi nomeado no capítulo "A nova safra", do livro Os Mestres do Espetáculo, como o futuro da narração esportiva brasileira. Em fevereiro de 2018, deixa a Fox Sports e é contratado pelo Grupo Globo, por indicação de Galvão Bueno. A emissora investiu no profissional para reforçar a equipe de cobertura da Copa do Mundo daquele ano.
Indicado pelo colega, substitui Tiago Leifert na narração do game FIFA, sendo o narrador oficial da versão 21, 22, 23, 24 e 25, ao lado do comentarista Caio Ribeiro. A narração teve boa recepção pelos gamers. O contrato vale para 3 edições do game.
Em 2021, com Galvão Bueno sendo escalado para comandar as transmissões do futebol olímpico, será o titular das transmissões do Campeonato Brasileiro e da Copa do Brasil na Globo no período.
Em 2023, passa a revezar a narração dos jogos dos times do Rio de Janeiro e ocasionalmente dos times de São Paulo com Luís Roberto e Everaldo Marques.

### Vida pessoal
Foi casado com a jornalista Mariana Sallowicz. Tem dois filhos, Luca e Isabela. Atualmente namora a jornalista Julia Duailibi. 

## Prêmios e indicações
| Ano  | Prêmios                                                                    | Categoria         | Resultado | Ref.          |
| ---- | -------------------------------------------------------------------------- | ----------------- | --------- | ------------- |
| 2018 | Troféu ACEESP (Associação dos Cronistas Esportivos do Estado de São Paulo) | Narrador de TV    | Venceu    | [ 15 ] [ 16 ] |
| 2019 | Troféu ACEESP (Associação dos Cronistas Esportivos do Estado de São Paulo) | Narrador de TV    | Venceu    | [ 17 ] [ 18 ] |
| 2021 | Prêmio Comunique-se                                                        | Locutor Esportivo | Indicado  | [ 19 ]        |